# Lucy Duff-Gordon
Lucy Christiana, Lady Duff-Gordon (Londres, 13 de junho de 1863 – Londres, 20 de abril de 1935), frequentemente referida como Lucile, foi uma famosa estilista britânica do final do século XIX e do começo do século XX. Ela abriu salões de moda em Londres, Paris, Nova Iorque e Chicago, vestindo a alta sociedade, a aristocracia, a realeza e atrizes do cinema mudo, tais como Mary Pickford.
Lucy Duff Gordon foi uma sobrevivente, ao lado de seu segundo marido, Sir Cosmo Duff Gordon, do naufrágio do RMS Titanic, no dia 15 de abril de 1912. Era a irmã mais velha da escritora Elinor Glyn. Morreu de câncer de mama, complicado por pneumonia, em uma casa de repouso aos setenta e um anos de idade.